# Lange Gasse 11 (Quedlinburg)

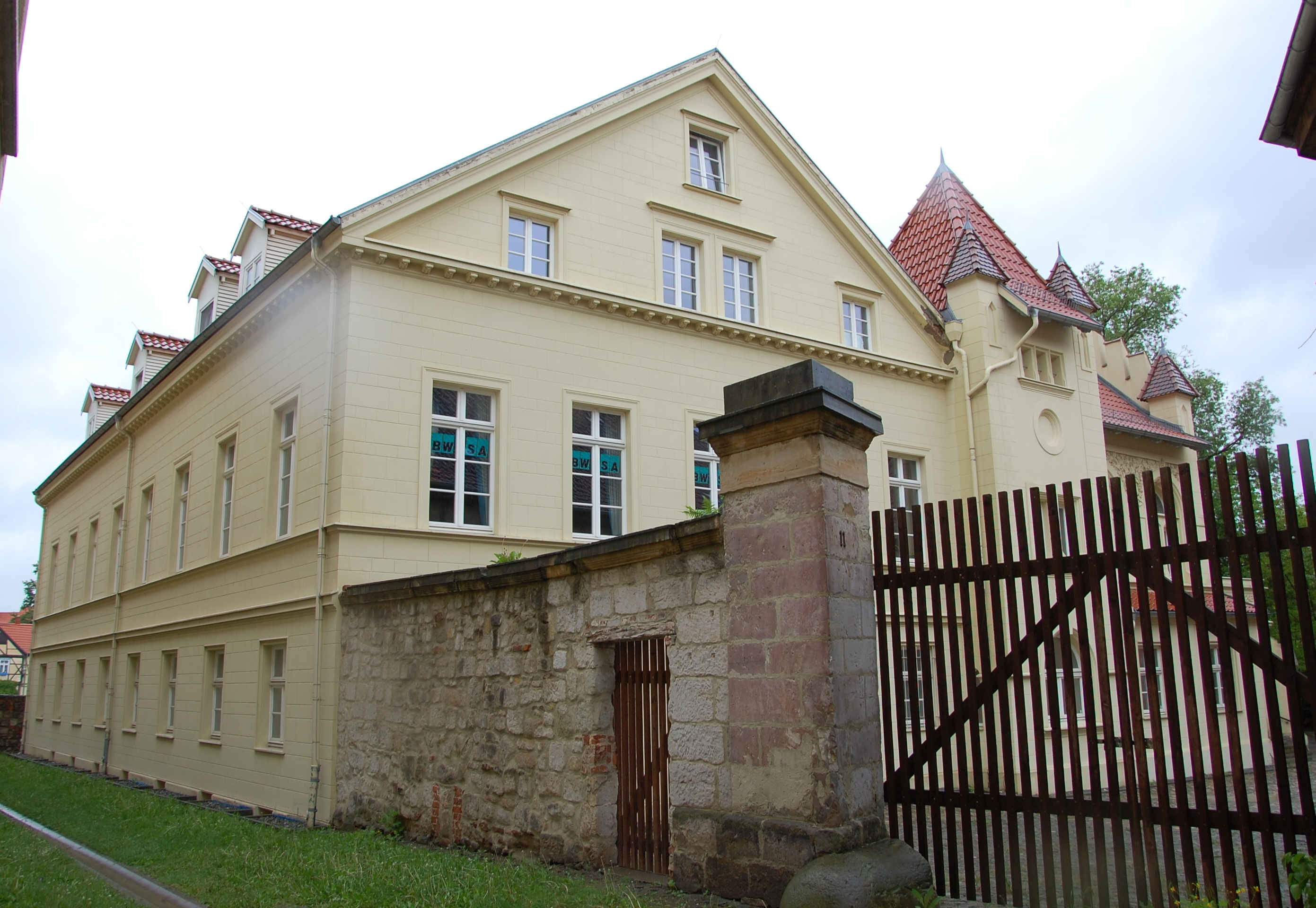
Haus Lange Gasse 11

Das Haus Lange Gasse 11 ist ein denkmalgeschütztes Gebäude in Quedlinburg in Sachsen-Anhalt.

## Lage
Das im Quedlinburger Denkmalverzeichnis als Vorwerk eingetragene Gebäude befindet sich im nordöstlichen Teil des Quedlinburger Stadtteils Westendorf nördlich der Langen Gasse. Es gehört zum UNESCO-Weltkulturerbe.

## Architektur und Geschichte
Seit dem späten 18. Jahrhundert gehörte das Anwesen der Familie Grashoff. Im 19. Jahrhundert bestand hier einer der großen Samenzucht- und Handelsbetriebe der Stadt Quedlinburg.
Das zweigeschossige Hauptgebäude des Hofs entstand um 1830. Die Fassade verfügt über eine Putzgliederung. Darüber hinaus bestehen Konsolgesimse. 1900 erfolgte ein vom Architekten Max Schneck im Jugendstil geschaffener Anbau. Dieser sich östlich anschließender Erweiterungsbau in der Gestaltung einer Fabrikantenvilla ist mit historisierenden Elementen versehen. Es bestehen kleine Türme und ein Staffelgiebel. Die Verglasung ist im Original erhalten. Im Gebäudeinneren befindet sich ein großer mit einer Stuckdecke versehener Saal. 